# Castell de Moragues
El Castell de Moragues és una masia de Sant Hilari Sacalm (Selva) que forma part de l'Inventari del Patrimoni Arquitectònic de Catalunya.

## Descripció
Masia aïllada, situada als afores del nucli urbà de Sant Hilari Sacalm, on s'hi arriba agafant l'últim trencall que hi ha a mà dreta, just abans de la sortida a l'Eix i Arbúcies. L'edifici consta de tres cossos diferenciats: dos d'allargats al centre i al costat dret, coberts per una teulada (de diferent nivell) a una vessant desaiguada a la façana, i un cos quadrangular al costat dret, cobert per una teulada a doble vessant. Tots els cossos consten de planta baixa i pis, i es troben adossats al terra, de manera que per la façana posterior només és visible la façana del pis.
El cos lateral esquerre, a la façana lateral esquerra, hi ha una gran obertura a l'altura del pis, amb llinda de fusta i brancals de carreus de pedra. Al costat esquerre de la porta hi ha una finestra amb llinda monolítica i brancals fets de maons.
A la façana d'aquest cos, a la planta baixa, hi ha dues portes en arc de llinda i entremig una petita obertura; i al pis dues finestres amb brancals, llinda i ampit de pedra. Al pis també hi ha una gran obertura tancada amb maons. Un contrafort reforça el costat dret del cos, just allà on comença el cos central.
Al cos central, hi ha dues petites obertures a la planta baixa, i una finestra amb les impostes que ajuden a la llinda monolítica a salvar la llum. Un contrafort reforça l'angle dret.
Adossat, al costat dret, lleugerament més endarrere, hi ha un altre cos, amb una porta en arc de llinda a la planta baixa i dues finestres amb brancals, llinda i ampit de pedra al pis. També hi ha un contrafort reforçant l'extrem del cos.
A les façanes posteriors, pràcticament no hi ha obertures.
Els murs són de maçoneria i les cadenes cantoneres de carreus de pedra.
Davant per davant de la casa hi ha un pou fet de maons, i una caseta amb els murs de maçoneria (segurament d'ús agrícola-remader).

## Història
El mas ja apareix esmentat en la dotació de l'església el 1199 i en el fogatge del 1553, moment del que dataria l'edifici que s'ha mantingut fins avui amb poques modificacions. En aquesta casa nasqué el general Moragues, heroi de la Guerra de Successió.